# Тихоокеанские климатические воины
Тихоокеанские климатические воины (англ. Pacific Climate Warriors) или 350 Pacific — массовое движение активистов с островов Тихого океана, стремящихся мирным путём защитить острова от воздействий изменения климата. С 2011 года являются частью международной экологической организации 350.org.

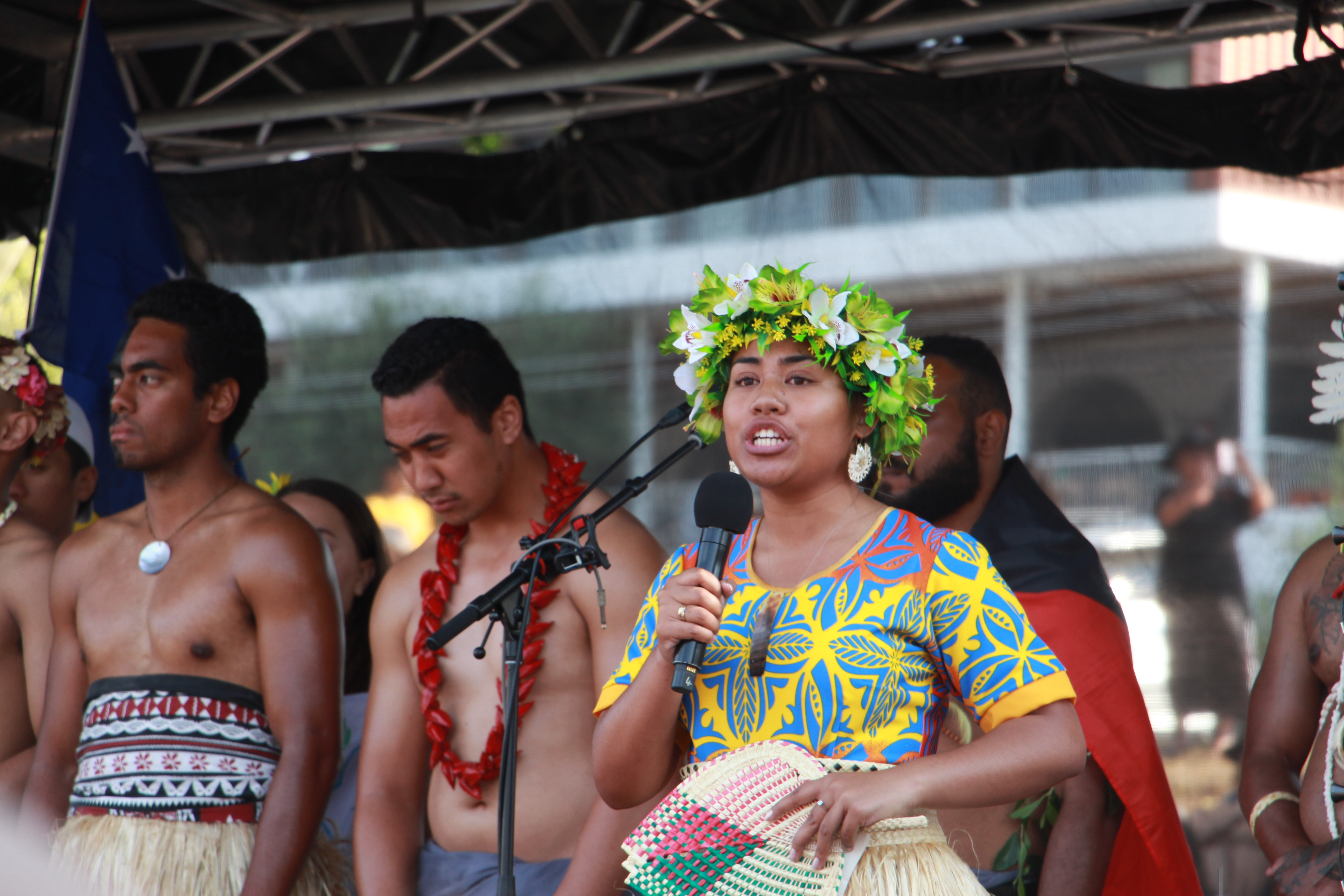
Тихоокеанские климатические воины на школьной забастовке за климат 2019 года в Брисбене.

«Тихоокеанские климатические воины» выступают с обращением «Мы не тонем; мы сражаемся!» (англ. We are not drowning; we are fighting!). Движение 350 Pacific организуют  активисты из семнадцати островных государств Тихого океана, а также из общин диаспоры, живущих в Австралии, Новой Зеландии и США. Миссия тихоокеанских воинов заключается в повышении осведомлённости населения о воздействии изменений климата на их сообщества и в ненасильственном противодействии индустрии ископаемого топлива, деятельность которой наносит вред окружающей среде и противоречит принципам климатической справедливости.

## Акции и кампании

### Кампания 2014 года в Австралии
Кампания 2014 года, также известная как «Каноэ против угля» (англ. „Canoe vs. Coal“ Action), стала одним из самых видных мероприятий, организованных 350 Pacific. Целью «Тихоокеанских климатических воинов» было призвать к ответственности за изменение климата крупные компании, торгующие ископаемым топливом. С помощью каноэ и каяков был заблокирован порт Ньюкаста, крупнейший угольный порт Австралии. В результате проведения кампании из Ньюкастл в Австралию смог пройти только один из одиннадцати кораблей. В кампании 2014 года участвовали жители двенадцати тихоокеанских островов и сотни австралийцев. Этот случай привлёк внимание международных СМИ к проблеме влияния индустрии ископаемого топлива на изменение климата.

### Паломничество в Ватикан
В октябре 2015 года, за месяц до Конференции по климату в Париже (COP 21), «Тихоокеанские климатические воины» провели кампанию «Снять Ватикан» (англ. „Divest the Vatican” campaign) или «Проект плетения циновок» (англ. „The Mat Weaving Project“). Целью проекта было передать папе Франциску послание с просьбой лишить Банк Ватикана инвестиций в отрасль ископаемого топлива и помолиться за судьбу Островов, которая должна была решаться на Конференции по климату COP 21. Климатические воины сначала путешествовали по Островам Тихого океана, чтобы плести традиционные циновки и собирать истории о том, как изменение климата разрушает местный образ жизни. Сплетённые таким образом циновки 350 Pacific отвезли в Ватикан, чтобы во время бдения Святого Петра вместе молиться на них за лидеров климатического движения. Во время папской аудиенции Корети Тиумалу, один из лидеров 350 Pacific, обратился к папе Франциску с просьбой помолиться за тех лидеров, которые должны были решать судьбу Островов на COP 21, и подарили папе традиционную циновку.

### Паломничество в Париж
В 2015 году «Тихоокеанские климатические воины» приняли участие в Народном паломничестве (англ. People’s Pilgrimage) из Рима в Париж, где в это время велись переговоры по климату, чтобы призвать мировых лидеров отказаться от ископаемого топлива.

## Достижения
- 2020 — международная премия мира Pax Christi 2020[4].